# Jan Stanisław Bokiej
Jan Stanisław Bokiej herbu własnego – sędzia ziemski trocki w latach 1703–1705, podsędek trocki w latach 1694–1703, pisarz grodzki trocki w latach 1690–1695, podczaszy trocki w latach 1689–1694.
W 1697 roku jako deputat do pactów conventów Augusta II Mocnego był jego elektorem z województwa trockiego. Poseł trocki na sejm koronacyjny 1697 roku. Poseł sejmiku trockiego na sejm 1699 roku.